# Parexocoetus
Parexocoetus – rodzaj ryb belonokształtnych z rodziny ptaszorowatych (Exocoetidae).

## Klasyfikacja
Gatunki zaliczane do tego rodzaju:
- Parexocoetus brachypterus
- Parexocoetus hillianus
- Parexocoetus mento – krótkoskrzydlak afrykański[3]